# Geocapromys brownii
L'hutia della Giamaica (Geocapromys brownii  Fischer, 1830) è un roditore della famiglia dei Capromiidi endemico della Giamaica.

## Descrizione

### Dimensioni
Roditore di grandi dimensioni, con la lunghezza della testa e del corpo tra 330 e 455 mm, la lunghezza della coda tra 35 e 64 mm, la lunghezza del piede di 60 mm, la lunghezza delle orecchie di 6 mm e un peso fino a 2000 g.

### Aspetto
La pelliccia è relativamente corta, densa e ruvida. Le parti dorsali variano dal bruno-rossastro scuro al bruno-nerastro, mentre le parti ventrali sono bruno-grigiastre. La testa è grande, squadrata, con lunghe vibrisse ed occhi piccoli. Le orecchie sono relativamente corte e rivestite densamente di corti peli, sono presenti due ciuffi di lunghi peli alla base anteriore. Il dorso dei piedi è ricoperto di corti peli setolosi nerastri. Le piante sono nere e rivestite di numerose verruche. Il pollice è ridotto ad un tubercolo provvisto di un'unghia, l'alluce è ben separato dalle altre dita. La coda è notevolmente corta, affusolata, ricoperta di setole nerastre sopra e bruno-grigiastre sotto.

## Biologia

### Comportamento
È una specie terricola e notturna. Si aggrega in gruppi famigliari di 2-6 esemplari, Le famiglie più piccole, le coppie o gli animali solitari vivono in tane più piccole ed accessibili.

### Alimentazione
Si nutre di radici esposte, bacche, germogli, frutti e foglie di diverse specie vegetali.

### Riproduzione
Non ci sono informazioni sulla riproduzione allo stato selvatico, mentre in cattività danno alla luce 1-2 più raramente 3 piccoli alla volta. I parti tri-gemellari sono stati registrati soltanto in 3 casi su 47. La gestazione dura circa 123 giorni con un intervallo tra un parto ed il successivo di 168 giorni. Le femmine possono concepire già dopo un anno di vita. L'attività riproduttiva è presente in qualsiasi periodo dell'anno.

## Distribuzione e habitat
Questa specie è diffusa in maniera frammentata sull'isola della Giamaica, dove sono state registrate 16 popolazioni isolate.
Vive in zone carsiche collinari e montane dove è abbondante la presenza di crepacci e gallerie naturali.

## Conservazione
La IUCN Red List, considerato l'areale inferiore a 20.00 km, la diffusione seriamente frammentata e il continuo declino nel numero di individui e nell'estensione e la qualità del proprio habitat, classifica G.brownii come specie vulnerabile (VU).